# Горно Белево
Горно Белево е село в Южна България. То се намира в община Братя Даскалови, област Стара Загора.

## История
Най-близките до Горно Белево села са: Братя Даскалови на север, Средно Градище на изток, Гранит на запад, Партизанин и Черна гора на юг.
Климатът е преходно континентален. Край селото минава река Омуровска, която извира от Средна гора и се влива в река Марица. Често пъти през лятото пресъхва, но когато завали проливен дъжд, тя приижда и изпълва цялото корито. Причинила е три катастрофални наводнения – през 1850 г., 1901 г. и през 1951 г., с разрушения и смърт. Поради тази причина хората са напуснали плодородната земя до реката и са се заселили на каменистия баир.
Възможно е селото да е съществувало още през Средновековието, горнобелевци да са се заселили още през XI-XII век. В местността „Халка Бунар“ има следи, доказващи, че районът е бил едно от средищата на древните траки, по-късно и на римляните. Тук са открити най-старите пещи за топене и обработка на метал и изработка на керамични изделия.
За древния произход на Горно Белево говори споменаването му в данъчни регистри от 1530 г. като село Белева. В по-късен документ от 1576 г.,  който представлява списък на селищата, чиито по-едри овцевъди се задължавали да доставят жива стока за нуждите на султанския двор. Там селото е записано като село Ак Баш. Освен това – съхранените спомени за манастира и черкви, както и имената на местности, говорят за съществуването на селото още по време на Византийското владичество.
В землището на селото има два извора „Халка Бунар“ и „Казлъка“. Изворът „Халка Бунар“ е голям, с кръгла форма и с диаметър 10 – 12 м. През 1964 г. е завършено каптирането му. С неговата вода се водоснабдяват селата Черна гора, Оризово, Опълченец и Партизанин. Водата на извора „Казлъка“ е с по-малък дебит и основно се е използва за напояване.
От основаването до 1900 г. селото се е наричало Алабашево, след 1906 г. – Горно Белево.
Землището е с площ от около 15 385 дка., от които мери и пасища – 1575 дка. и обработваема земя около 13 000 дка.
Основният поминък на населението е земеделие. Има условия за развитие на лозарство, технически и зърнени култури.
Селото е разположено на леко хълмист терен на площ 857 дка. В кметството има 240 къщи и около 270 жители. Около 95% от къщите са масивно изградени от тухли и камък.
В селото има културен дом, детска градина, търговски сгради, здравна служба, добре поддържана църква, построена през 1928 г. Има изграден паметник на загиналите герои през Балканската, Първата и Втората световна война и загиналите при спасяване имуществото на ТКЗС при наводнението през 1951 г. Към читалището има група за изворен фолклор.
Село Горно Белево се намира в западната част на Чирпанските възвишения, на 50 км западно от гр. Стара Загора и 12 км югозападно от Чирпан, с които градове се свързва с добре асфалтиран път.

## Културни и природни забележителности и известни личности
- Халка Бунар

## Редовни събития
- Събор – 6 май.